# 第56回ニューヨーク映画批評家協会賞
『第56回ニューヨーク映画批評家協会賞』は、1990年の優秀な映画に贈られた賞である。1990年12月18日に発表され、1991年1月13日に贈られた。

## 受賞
- 作品賞：
  - グッドフェローズ

- 主演男優賞：
  - ロバート・デ・ニーロ - グッドフェローズ、レナードの朝

- 主演女優賞：
  - ジョアン・ウッドワード - ミスター&ミセス・ブリッジ

- 助演男優賞
  - ブルース・デイヴィソン - ロングタイム・コンパニオン

- 助演女優賞
  - ジェニファー・ジェイソン・リー - ブルックリン最終出口、マイアミ・ブルース

- 監督賞：
  - マーティン・スコセッシ - グッドフェローズ

- 脚本賞：
  - ルース・プラワー・ジャブヴァーラ - ミスター&ミセス・ブリッジ

- 撮影賞
  - ヴィットリオ・ストラーロ - シェルタリング・スカイ

- 外国語映画賞：
  - ナスティ・ガール（ ドイツ）

- 新人監督賞
  - ホイット・スティルマン - メトロポリタン

- 特別賞
  - Film Forum
  - Karen Cooper
  - Bruce Goldstein